# Кимчхиччигэ
Кимчхиччигэ (кор. 김치찌개, gimchi jjigae, kimch'i tchigae) — вариант ччигэ или рагу по-корейски, приготовленное из кимчхи и других ингредиентов, таких как зелёный лук, лук репчатый, нарезанный кубиками тофу, свинина и морепродукты, хотя свинина и морепродукты как правило не используются совместно. Кимчхиччигэ — типичный ччигэ в Корее.

## История
Кимчхи как просто квашеные овощи употреблялось в Корее с древности, но современный вид приобрело в середине правления династии Чосон, когда в страну впервые был ввезён красный острый перец. Есть предположение, что именно в тот период кимчхиччигэ был окончательно сформирован как корейское блюдо.

## Приготовление и подача на стол
Кимчхиччигэ часто готовят в корейских домах, в которых используют старый, более подвергшийся брожению «зрелый» кимчхи, создающий сильный устойчивый вкус и содержащий такое количество бактерий, что и в йогурте. Это тушёное блюдо, как было сказано ранее, очень пахучее, если приготовлено со старым кимчхи, тогда как свежий кимчхи не даст такого эффекта. Кимчхи — это главный компонент в кимчхиччигэ, а наличие других ингредиентов зависит от индивидуальных предпочтений человека.
Нарезанный кимчхи кладут в ёмкость с говядиной, свининой или морепродуктами, тофу, нарезанными зелёным луком и чесноком и всё это варят в воде или в myeolchi (бульон из анчоусов). Блюдо потом заправляют либо твенджаном (соевая паста) или кочхуджаном (соевая паста с острым перцем).
Как и многие другие корейские блюда, кимчхиччигэ ставят в центра стола, если трапезничают два человека. Также стол с кимчхиччигэ сервируется вместе панчханом (разного рода корейские салаты и закуски) и рисом. Кимчхиччигэ обычно готовится и подаётся на стол кипящим в каменном горшке.

## Варианты
Помимо стандартных ингредиентов, таких как говядина, свинина или курятина, некоторые другие варианты получили свои особые имена.
- Чхамчхи кимчхиччигэ (참치 김치찌개) готовят с тунцом, обычно в консервированном виде, чтобы специально использовать для ччигэ. Это вариант кимчхиччигэ в основном используется для пикников и походов, поэтому его легко готовить[3].
- Ккончхи кимчхиччигэ (꽁치 김치찌개) готовят с сайрой.
- Пудэччигэ (부대찌개) готовят со смесью различных ингредиентов: лапшой (обычно — лапша быстрого приготовления), тунцом, мясными консервами, овощами, в бульоне кимчхиччигэ. Пудэ означает «военная часть» в Корее. Этот вариант кимчхиччигэ был популярен как среди солдат, так и среди гражданских, живших вокруг военных баз, которые нашли его удобным для утилизации остатков еды.